# 톰마소 발단치
톰마소 발단치 (Tommaso Baldanzi, 2003년 3월 23일 ~ )는 이탈리아의 축구 선수이며, 로마에서 공격형 미드필더로 뛰고 있다.